# Eugenia pocsiana
Eugenia pocsiana är en myrtenväxtart som beskrevs av Attila L. Borhidi. Eugenia pocsiana ingår i släktet Eugenia och familjen myrtenväxter.
Artens utbredningsområde är Kuba. Inga underarter finns listade i Catalogue of Life.